# Brolgakranich
Der Brolgakranich (Antigone rubicunda, Syn.: Grus rubicunda), auch Australischer Kranich genannt, ist ein Vogel aus der Familie der Kraniche (Gruidae). Er wurde 1810 das erste Mal wissenschaftlich beschrieben und damals der Gattung der Reiher (Ardea) zugeordnet. Heute zählt man ihn zu den Vertretern der Kranichvögel (Gruiformes), zu denen auch die Rallen sowie die Kraniche zählen.
1865 erhielt der Kranich durch den berühmten Ornithologen und Künstler John Gould die Bezeichnung Australischer Kranich, die 1926 durch die Royal Australasian Ornithologists Union in „Brolga“ geändert wurde. Diese Bezeichnung stammt aus einer der Aborigine-Sprachen. Der Brolgakranich ist ein häufiger Vogel des tropischen Ostaustraliens, der wie viele andere Arten der Familie der Kraniche für einen ausdrucksvollen Balztanz bekannt ist.

## Erscheinungsbild
Der Brolgakranich erreicht eine Körperhöhe von bis zu 1,25 Meter. Sein Gefieder ist ein mittleres bis hell-silbernes Grau, seine Flügelspannweite beträgt 1,7 bis 2,4 Meter.
Am Hinterkopf trägt der ausgewachsene Brolgakranich ein auffallendes, breites Band. Bei den Jungvögeln fehlt dieses noch. Ausgewachsene männliche Vögel wiegen knapp sieben und weibliche Vögel etwas weniger als sechs Kilogramm.

## Nahrung
Brolgakraniche ernähren sich von unterschiedlichsten Sumpf- und Wasserpflanzen, von Insekten und Wirbellosen sowie Fröschen. Eine große Rolle spielen in ihrer Ernährung die Knollen des Riedgrases „Eleocharis dulcis“, sie graben sogar mit ihren Schnäbeln im Erdboden danach. Auf landwirtschaftlichen Nutzflächen fressen sie auch Reis-, Mais- und Getreidekörner.

## Verbreitung und Bestand

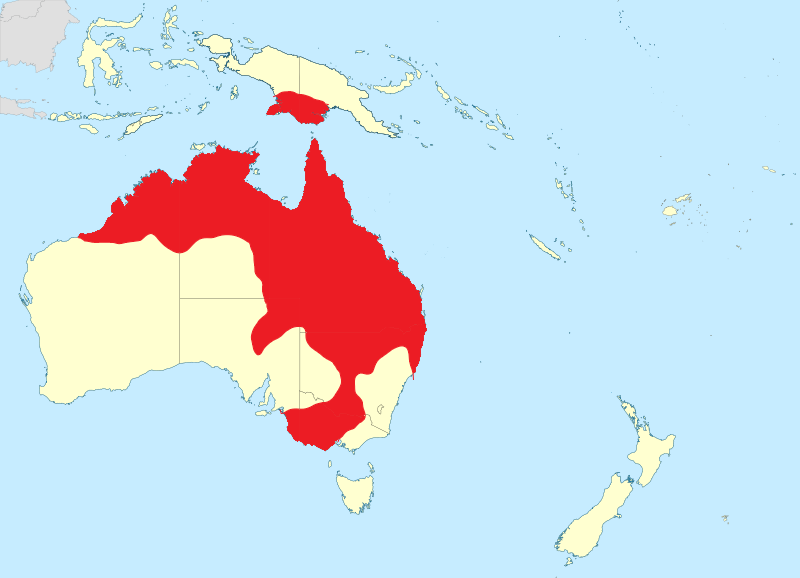
Verbreitungskarte

Brolgakraniche sind in weiten Bereichen Nordaustraliens aber auch im Südosten des australischen Festlandes zu finden. Sie kommen außerdem im südlichen Neuguinea vor. Gelegentlich werden vereinzelte Vögel auch in Neuseeland gesichtet. Der Brolgakranich gilt als Standvogel, der nur bei starken Regenfällen und bei lang anhaltender Trockenheit regional umherstreift. Außerhalb der Brutzeit geben die Familienverbände ihre Territorialität auf. Dann trifft man auch große Ansammlungen in küstennahen Feuchtgebieten.
Die Anzahl der Altvögel wird auf 20.000 bis 100.000 geschätzt; die Art wird nicht als gefährdet eingestuft. Die International Crane Foundation begann jedoch 1972 mit drei Brutpaaren Brolgakraniche nachzuzüchten, von denen die meisten von heute in Zoos gehaltenen Vögeln abstammen. Die größte Bedrohung für diese Vogelart besteht im Verlust von Feuchtgebieten.

## Systematik
Der Brolgakranich ist eng verwandt mit dem Saruskranich, der sowohl in Australien als auch in Südostasien vorkommt. Mit dieser Art kann er aufgrund des ähnlichen Erscheinungsbildes leicht verwechselt werden. Beim Saruskranich ist jedoch auch ein Teil des Halses rot gefärbt, während sich das rote Band beim Brolgakranich auf den Hinterkopf beschränkt.
Der Brolgakranich weist außerdem auch eine enge Verwandtschaft mit dem Grauen Kranich auf und zu einem gewissen Grad auch mit dem in Südafrika beheimateten Paradieskranich.

## Sozialverhalten
Brolgakraniche leben überwiegend in kleinen Familiengruppen aus drei bis vier Vögeln. Meist handelt es sich um die Altvögel mit ihrem Nachwuchs, obwohl auch Gruppen beobachtet wurden, die nicht miteinander verwandt waren. Die größeren Trupps, die außerhalb der Brutzeit in den küstennahen Feuchtgebieten beobachtet werden können, bestehen aus einer größeren Anzahl von solchen Familiengruppen und bilden keine große soziale Einheit. Das ist daran zu erkennen, dass die Familiengruppen sich jeweils von den anderen separieren und ihre Tagesaktivitäten miteinander koordinieren und nicht mit dem gesamten Trupp.

## Fortpflanzung

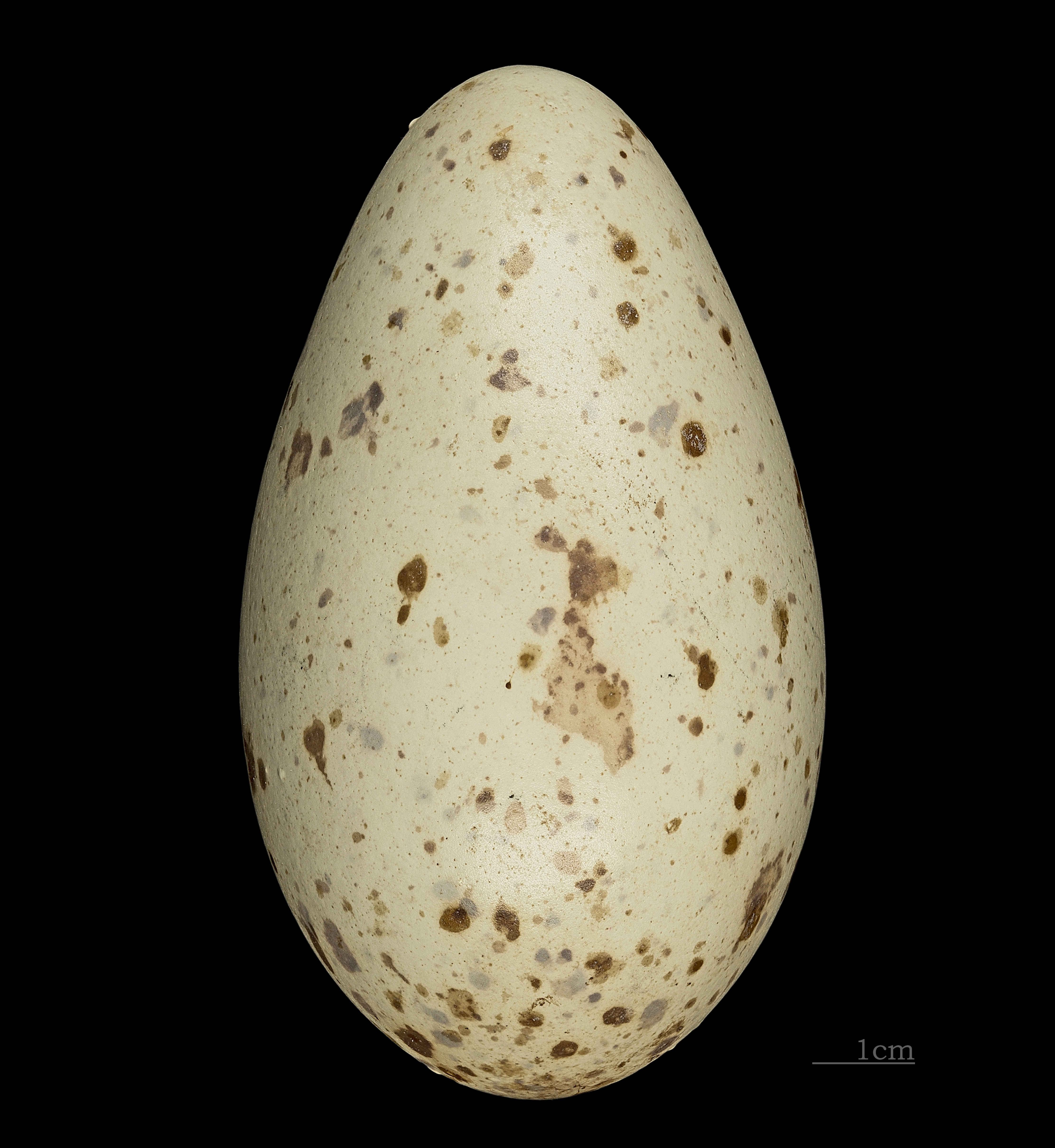
Grus rubicunda

Wie die anderen Kranicharten auch, zeigt auch der Brolgakranich einen ausgeprägten Balztanz. Der Tanz beginnt, indem ein Vogel mit seinem Schnabel Gras aufnimmt, es in die Luft wirft und mit dem Schnabel wieder auffängt. Der darauf folgende Bewegungsablauf umfasst einen Meter hohe Luftsprünge, die mit ausgestreckten Flügeln ausgeführt werden, ein Aufrichten des Körpers, ein Verbeugen, Schreiten, Rufen und Kopfsenken. Gelegentlich tanzt nur ein Brolgakranich vor seinem Gefährten; häufiger tanzen jedoch beide Vögel gemeinsam. Gelegentlich tanzt auch eine Gruppe von bis zu einem Dutzend Vögeln zusammen.
Die Balz- und Brutzeit ist weniger durch die Jahreszeit als durch Regenfälle bestimmt. In der Brutzeit trennen sich die Trupps und Familienverbände in Paare auf, die jeweils ein Territorium in Feuchtgebieten besetzen. Bietet ihr Lebensraum gute Nahrungsbedingungen, sind die Territorien sehr klein. Häufig findet man in derselben Region auch die Nester des eng verwandten Saruskranichs.
Das Nest wird von beiden Elternvögeln aus Zweigen, Gras und anderen Pflanzenmaterial auf kleinen, trockenen Erhebungen in den Feuchtgebieten errichtet. Ist kein Gras verfügbar, verwenden die Vögel auch Lehm oder von ihnen ausgegrabene Wurzeln von Wasserpflanzen. Gelegentlich nutzen sie auch ein verlassenes Schwanennest oder legen ihre Eier auf den bloßen Boden.
Das Gelege besteht meistens aus zwei gefleckten Eiern, die in einem Abstand von zwei Tagen gelegt werden. Beide Elternvögel brüten und kümmern sich anschließend um die Jungvögel. Die Küken tragen ein graues Daunengefieder und wiegen beim Schlupf etwa 100 Gramm. Sie können das Nest bereits nach ein bis zwei Tagen verlassen und wechseln in ihr Jugendgefieder im Alter von etwa vier bis fünf Wochen. Bei Gefahr verharren die Küken am Ort, während die Elternvögel versuchen, den potentiellen Feind zu verleiten. Die Jungvögel verbleiben mindestens für mindestens 11 Monate bei den Altvögeln. Wenn diese nicht erneut brüten, dulden sie die Anwesenheit ihres ausgewachsenen Nachwuchses bis zu zwei Jahren.

## Brolgakraniche in der Mythologie der Aborigines
In der Mythologie der australischen Aborigines (die sogenannte Traumzeit) war Brolga (auch Brälgah geschrieben) in einer Legende eine junge Frau von außergewöhnlicher Schönheit und eine hervorragende Tänzerin. Sie beherrschte die alten Tänze, in denen sie schritt wie ein Emu und wirbelte wie der Wind. Sie erfand auch neue Tänze, die die Geschichten der Geister und die der australischen Fauna erzählten. Angehörigen von selbst weit entfernten Stämmen kamen, nur um sie zu sehen, und je mehr sie tanzte, umso berühmter wurde sie. Gelegentlich sorgten sich die Alten ihres Stammes, dass sie aufgrund ihrer Schönheit und Berühmtheit eitel und eingebildet werden könne. Aber sie täuschten sich. Brolga blieb stets bescheiden und zurückhaltend.
Eines Tages ging Brolga allein in die weite Ebene hinaus, um nur für sich zu tanzen. Dort entdeckte sie ein böser Geist, der sie zu besitzen wünschte. Er kam in Form eines Wirbelwinds und trug sie mit sich fort. Ihr Stamm suchte sie, aber der Wind hatte sogar ihre Fußspuren mit sich genommen. Sie suchten für viele Tage, bis sie den Wirbelwind weit entfernt in der Ebene sahen und Brolga neben ihm. Sie alle rannten hinaus, um sie zu retten, und drohten mit ihren Speeren und Bumerangs. Aber der Wirbelwind drehte sich immer schneller und der böse Geist rief, dass wenn er sie nicht haben könne, niemand sie haben sollte, und so nahm der Wind sie mit sich in den Himmel.
Nicht lange danach erschien ein Vogel, den noch keiner zuvor gesehen hatte. Es war ein wunderschöner, großer und grauer Vogel. Langsam breitete er seine Flügel aus und begann zu tanzen. Er schritt und schwebte mit der gleichen Anmut, für die Brolga einst berühmt war. Da erkannten die Leute ihres Stammes, dass Brolga dem bösen Geist entkommen war und sich in einen Vogel verwandelt hatte, um vom Himmel zu ihnen zurückzukehren und für sie zu tanzen.
Andere Legenden der australischen Ureinwohner um die Entstehung des Kranichs sind bekannt.
Der Brolga ist auch eine Figur der Traumzeit-Schöpfungsgeschichte.
Zu Beginn der Erdentstehung herrschte völlige Finsternis und Brolga und Emu stritten darüber, ob die Erde Licht brauche. Brolga war dagegen, weil er meinte, dass die Dinge, so wie sie sind, nicht verändert werden dürfen. Der Emu meinte, dass die Tiere Licht zum Leben benötigen. Sie stritten und konnten sich nicht einigen. Daraufhin machte Brolga den Emu im Zorn flugunfähig, indem er die Flügel des Emu beschnitt. Daraufhin rächte sich Emu und schleuderte das Ei von Brolga in den Himmel; es explodierte und wurde zur Sonne. Nun herrschte Licht und jeder konnte die grandiosen Leistungen des sogenannten Himmelsvaters der Traumzeit sehen.